# Crocidura trichura
Crocidura trichura är en däggdjursart som beskrevs av Dobson in Thomas 1889. Crocidura trichura ingår i släktet Crocidura och familjen näbbmöss. IUCN kategoriserar arten globalt som akut hotad. Inga underarter finns listade i Catalogue of Life.
Denna näbbmus förekommer endemisk på Julön. Arten var redan sällsynt när den upptäcktes. De senaste bekräftade iakttagelser är från 1998. Senare fynd från lekman är dokumenterade men inte godkända. Habitatet utgörs av regnskogar. Crocidura trichura vilar i bergssprickor och i håligheter under rötter. Den äter mindre skalbaggar och kanske andra ryggradslösa djur.